# کلمبیانا (فیلم)
کلمبیانا (انگلیسی: Colombiana) فیلمی در ژانر اکشن به کارگردانی الیویر مگاتن است که در سال ۲۰۱۱ منتشر شد.

## داستان
کاتالیا هنگامی که سن کمی داشت پدر و مادرش در یک حملهٔ خشونت بار به خانه اشان در کلمبیا کشته می‌شوند و او نزد عمویش بزرگ می‌شود. عموی کاتالیا به او یاد می‌دهد که چگونه یک آدمکش سنگدل و بی ترحم باشد. حالا دخترک کوچک تبدیل به زنی مزدور و آدمکش می‌شود که در ازای دریافت پول افراد را می‌کشد. در آخرین ماموریتش او به سرنخی می‌رسد که می‌تواند او را به کسی که دستور قتل پدر و مادرش را داده برساند و به این وسیله انتقامی که سال‌ها منتظر گرفتنش بود را بگیرد.

## بازیگران
- زویی سالدانا
- آماندلا استنبرگ
- میشل وارتان
- لنی جیمز
- کلیف کرتیس
- جوردی مویا
- کلوم بلو
- گراهام مک‌تاویش
- سینتیا آدای-رابینسون
- مکس مارتینی
- ریم کریسی
- سم داگلاس